# Santa Lutzia
Santa Lutzia es una entidad de población española del municipio de Yurre, perteneciente a la provincia de Vizcaya, en la comunidad autónoma del País Vasco. En 2022, la entidad singular de población tenía empadronados 140 habitantes y el núcleo de población, cuarenta.